# Зосимович Володимир Юрійович
Володимир Юрійович Зосимович (4 грудня 1933, Щербинівка — 25 травня 2022, Київ) — український науковець-стратиграф, палеонтолог. Доктор геолого-мінералогічних наук (1992). Автор концепції Субпаратетісу, стратиграфічних схем палеогенових і неогенових відкладів Північної України, співавтор «Стратиграфічного кодексу України».
Протягом пів століття — науковий співробітник Інституту геологічних наук АН УРСР (пізніше — НАН України; 1972—2022), з яких 9 років — завідувач відділу стратиграфії і палеонтології кайнозойських відкладів. Автор понад 200 наукових робіт, учень професора Валентина Дідковського.

## Життєпис

Могила Володимира Зосимовича, Байкове кладовище

Народився 4 грудня 1933 року у селі Щербинівка (нині у складі селища Нью-Йорк) на Донеччині. З початком німецько-радянської війни разом з родиною був евакуйований до міста Кемерово. У 1948 році повернувся на Донеччину, жив у місті Кадіївка, де закінчив середню школу.
У 1957 році закінчив кафедру загальної та історичної геології геологічного факультету Київського державного університету імені Тараса Шевченка (КДУ) за спеціальністю «Геологічна зйомка та пошуки родовищ корисних копалин». Відтоді ж — геолог науково-дослідного сектору КДУ. За 10 років роботи в секторі обіймав посади старшого геолога, головного геолога та начальника партії.
У 1966 році здобув науковий ступінь кандидата геолого-мінералогічних наук, захистивши дисертацію на тему «Олигоценовые отложения краевых частей Днепровско-Донецкой впадины». З 1967 року — молодший науковий співробітник Геологічного музею Центрального науково-природничого музею АН УРСР.
З 1972 року до кінця життя — науковий співробітник відділу стратиграфії і палеонтології кайнозойських відкладів Інституту геологічних наук АН УРСР (пізніше — НАН України; ІГН). Учень багаторічного завідувача відділу, професора Валентина Дідковського.
З 1972 по 1977 роки — учений секретар інституту, пізніше обіймав посади провідного та головного наукового співробітника. У 1992 році здобув науковий ступінь доктора геолого-мінералогічних наук, захистивши дисертацію у формі наукової доповіді на тему «Верхний эоцен, олигоцен и миоцен Субпаратетиса».
З 2013 року — завідувач відділу стратиграфії і палеонтології кайнозойських відкладів. Працював до останніх днів життя. Помер на 89-му році життя 25 травня 2022 року. Похований разом з родиною на Байковому кладовищі (ділянка № 33, 50°25′3.81″ пн. ш. 30°30′5.57″ сх. д. / 50.4177250° пн. ш. 30.5015472° сх. д.).

### Родина
- Дядько — науковець-генетик, селекціонер, доктор біологічних наук Володимир Зосимович (1899—1981).
- Дядько — науковець-електрохімік, доктор хімічних наук Дмитро Зосимович.
  - Двоюрідна сестра — науковиця-астроном, кандидат фізико-математичних наук Ірина Зосимович (1937—2011)[5].

## Наукова діяльність та інтереси
Автор понад 200 наукових робіт. Серед учнів Володимира Зосимовича — доктори та кандидати наук Олександра Ольштинська, Олена Сіренко, Юлія Вернигорова, Ольга Аністратенко, Тамара Рябоконь тощо.
Під час роботи у науково-дослідному секторі КДУ займався геологічним картуванням масштабу 1:200 000 листів «Слов'янськ», «Київ», «Харків», «Куп'янськ». Провів спеціальні дослідження розрізів олігоцену, поточнив об'єм та склад олігоценових відкладів крайових частин Дніпровсько-Донецької западини. У процесі польових досліджень зібрав колекцію малакофауни з 3000 екземплярів олігоценових молюсків. Результати майже 10-річної роботи увійшли до кандидатської дисертації 1966 року.
Створив схему олігоценових відкладів Північної України, що отримала визнання колег. Протягом наступних 25 років, працюючи вже в Інституті геологічних наук, розробляв детальну стратиграфію верхньоеоценових, олігоценових та міоценових відкладів платформної України, виділивши обухівський, межигірський, берекський та новопетрівський регіояруси. За стратиграфічними схемами, створеними із включенням до них вказаних стратонів, проводилось геологічне картування проєкту «Держгеолкарта-200».
У 1980-х—1990-х роках був регіональним куратором двох міжнародних проєктів Міжнародної програми геологічної кореляції ЮНЕСКО. З кінця 1980-х років протягом трьох десятиліть обіймав посаду віцепрезидента Палеонтологічного товариства НАН України.
Автор концепції Субпаратетісу — самостійної структурно-фаціальної провінції, що займала сучасні південні частини Балтійських країн, Білорусі, європейської Росії та Північної України. Наукове обґрунтування Субпаратетісу було відображено Володимиром Зосимовичем у його докторській дисертації 1992 року.
Голова палеоген-неогенової підкомісії, член Бюро та член Науково-редакційної ради Національного стратиграфічного комітету України, член Науково-редакційної ради Державної геологічної служби України. Співавтор «Стратиграфічного кодексу України», заступник голови та член експертної ради з геологічних наук Вищої атестаційної комісії України, член редакційних колегій фахових видань та редактор видань.
Захоплювався музичним, театральним та літературним мистецтвами, грав у волейбол та вболівав за команди цього виду спорту.

## Науковий доробок (частковий)
- Про схему стратиграфічного розчленування палеогенових відкладів платформеної частини УРСР / В. Ю. Зосимович, М. М. Клюшников, М. Ф. Носовський // Геол. журн. — 1963. — Т. 23, вип. 6. — С. 41-50.
- Диатомовые водоросли палеогеновых отложений бассейна р. Северный Донец и их стратиграфическое положение / З. И. Глезер, В. Ю. Зосимович, М. Н. Клюшников // Палеонтол. сб. — 1965. — № 2, вып. 2. — С. 73-87.
- Олигоценовые отложения краевых частей Днепровско-Донецкой впадины: диссертация кандидата геолого-минералогических наук : 04.00.00. — Киев, 1966. — 423 с.
- О возрасте змиевских глин / В. Ю. Зосимович, Н. Л. Сорокина, С. В. Сябряй, М. И. Устиновская // Материалы по геологии Украины, Казахстана, Забайкалья. — Киев, 1967. — Вып. 3. — С. 14–18.
- Про знахідку молюсків у центральній частині Українського щита / В. К. Рябчун, В. О. Зелінська, В. Ю. Зосимович // Доп. АН УРСР. Сер. Б. — 1973. № 2. — С. 130—132.
- Стратиграфическое расчленение киевских отложений в районе Киевского Приднепровья по микрофитопланктону / А. С. Андреева-Григорович, В. Ю. Зосимович, И. П. Соколов // Геол. журн. — 1975. — Т. 35, вып. 6. — С. 119—123.
- Возраст и корреляция «наглинка» Киевского Приднепровья по палинологическим данным / А. А. Михелис, В. Ю. Зосимович, И. П. Соколов // Изв. АН СССР. Сер. геол. — 1975. № 8. — С. 130—135.
- Змиевские слои юго-востока Припятского прогиба / В. Ю. Зосимович, Р. Н. Ротман // Геол. журн. — 1976. — Т. 36. — № 6. — С. 120—125.
- О верхнеэоценовых и олигоценовых образованиях северо-восточной Украины / М. Я. Бланк, В. Ю. Зосимович, А. А. Михелис // Геол. журн., 1980. — Т. 40, вып. 4. — С. 25-33.
- Олигоценовые отложения Днепровско-Донецкой впадины / В. Ю. Зосимович. — Киев: Наук. думка, 1981. — 167 с.; 20 см.
- Стратиграфические подразделения пограничных эоцен-олигоценовых отложений Северной Украины / В. Я. Дидковский, В. А. Зелинская, В. Ю. Зосимович, М. М. Иваник, Н. В. Маслун, А. Б. Стотланд // Докл. АН УССР. Сер. Б. — 1984. — № 8. — С. 10-13.
- Материалы к стратиграфической схеме палеогена Украины / В. А. Зелинская, В. Ю. Зосимович, М. М. Иваник, Е. Я. Краева, И. Д. Коненкова, Н. В. Маслун, М. А. Менкес, А. Б. Стотланд // Палеонтология и стратиграфия фанерозоя Украины. — Киев: Наук. думка, 1984. — С. 102—110.
- Новые данные по стратиграфии и палеогеографии палеогеновых отложений запада европейской части СССР / Григялис А. А., Бурлак А. Ф., Зосимович В. Ю., Иваник М. М., Краева Е. Я., Люльева С. А., Стотланд А.Б // Сов. геология. 1988. № 12. с. 40—54.
- Верхний эоцен, олигоцен и миоцен Субпаратетиса: диссертация доктора геолого-минералогических наук в форме научного доклада : 04.00.09. — Киев, 1992. — 62 с.
- Палеонтологические и событийно — палеогеографические критерии корреляции олигоценовых отложений Субпаратетиса и Восточного Паратетиса / В. Ю. Зосимович // Геологія у XXI столітті. Шляхи розвитку та перспективи: [гол. ред. П. Ф. Гожик]. — Київ.: Знання, 2001. — C. 145—158.
- Малакофауна сивашских слоев: стратиграфическое положение, корреляция, возраст, палеоекологія и палеогеография / В. Ю. Зосимович // Проблеми стратиграфії фанерозою України. Зб. наук. пр. ІГН НАНУ. — Киев, 2004. — С. 132—138.
- Регіояруси палеогену платформної України / В. Ю. Зосимович, Б. Ф. Зернецький, А. С. Андреєва-Григорович, С. А. Люльєва, Н. В. Маслун, Т. С. Рябоконь, Т. В. Шевченко // Біостратиграфічні критерії розчленування та кореляції відкладів фанерозою України: Зб. наук. пр. Ін-ту НАН України. — Київ, 2005. — С. 118—132.
- О стратиграфическом положении и возрасте Шестеринецкой флоры / В. Ю. Зосимович // Біостратиграфічні основи побудови стратиграфічних схем фанерозою України: зб. наук. праць. ІГН НАН України. — Київ, 2008. — С. 192—198.
- Особливості складу і датування середньо-верхньоеоценових відкладів зони зчленування Дніпровсько-Донецької западини та окраїн Донбассу / В. Ю. Зосимович, О. П. Ольштинська, Т. С. Рябоконь, С. А. Соляник, Т. В. Шевченко //: Викопна фауна і флора України: палеоекологічний та стратиграфічний аспекти: Зб. наук. пр. Ін-ту НАН України. — Київ, 2009. — С. 262—276.
- Попередні результати вивчення розрізу нижнього палеогену св. 42/11 (Бовтиська котловина, Український щит) / В. Ю. Зосимович, Т. С. Рябоконь // Зб. наук. пр. ІГН НАН України. — Київ, 2010. Вип. 3. — С. 38-42.
- Геологические памятники Киевско-Каневского Приднепровья / В. Ю. Зосимович // Вісник Національного науково-природничого музею. — 2011. — № 9. — С. 31-36.
- Палеоседиментаційні провінції палеогеннеогену України / В. Ю. Зосимович // Палеонтологічні дослідження в удосконаленні стратиграфічних схем фанерозойських відкладів: [Матеріали XXXIV сес. Палеонтол. т-ва НАН України]. — Київ, 2012. — С. 59-61.
- Неостратотип «каневского яруса» / В. Ю. Зосимович, Т. В. Шевченко, Н. Н. Цыба // Збірник наукових праць Інституту геологічних наук НАН України. — 2013. — Т. 6(1). — С. 98-110.
- Етапи розвитку осадових басейнів Північної України в палеогені / В. Ю. Зосимович, Т. В. Шевченко // Збірник наукових праць Інституту геологічних наук НАН України. — 2014. — Т. 7. — С. 83-100.
- Міоценові титано-цирконієві розсипи Українського щита та Дніпровсько-Донецької западини: стратиграфічне положення, літостратиграфія і палеогеографічні умови / Д. П. Хрущов, В. Ю. Зосимович, О. В. Лаломов, О. А. Кравченко, С. П. Василенко, Т. В. Охоліна, А. А. Фурсова // Геологічний журнал. — 2015. — № 1. — С. 17-34.
- К стратиграфии палеогеновых отложений Каневского Приднепровья / В. Ю. Зосимович, Т. С. Рябоконь, Н. Н. Цыба, Т. В. Шевченко // Геологічний журнал. — 2015. — № 4. — С. 57-76.
- Палеогенові відклади Північноукраїнської палеоседиментаційної провінції / В. Ю. Зосимович, Т. В. Шевченко // Збірник наукових праць Інституту геологічних наук НАН України. — 2015. — Т. 8. — С. 68-121.
- Берекский региоярус: история выделения стратона и его современная интерпретация / В. Ю. Зосимович // Стратотипові та опорні розрізи фанерозойських відкладівУкраїни: сучасний стан палеонтологічної вивченості та перспективи подальших досліджень: зб. наук. праць ІГН НАН України. –Київ, 2015. — С. 64–66.
- Біостратиграфічні і палеонтологічні дослідження кайнозойських відкладів України в Інституті геологічних наук НАН України — основні досягнення та перспективи / В. Ю. Зосимович, О. А. Сіренко // Геологічний журнал. — 2019. — № 1. — С. 27-44.
- Новопетрівський регіоярус міоцену Північної України / В. Ю. Зосимович // Геологічний журнал. — 2021. — № 4. — С. 3-16.

## Нагороди
- медаль В. І. Лучицького — «за заслуги у розвідці надр України»
- почесний розвідник надр України
- медаль «За заслуги» I ступеня (Спілка геологів України)[2]